# Jocelyn Ahouéya
Jocelyn Ahouéya (Abomey, 19 dicembre 1985) è un ex calciatore beninese, di ruolo centrocampista.

## Carriera

### Club
Ha giocato nel campionato beninese, svizzero e francese.

### Nazionale
Nel 2005 ha partecipato ai Mondiali Under-20.
Con la maglia della nazionale ha partecipato a 3 edizioni della Coppa d'Africa.

## Palmarès

### Club

#### Competizioni nazionali
- Coppa Svizzera: 2

Sion: 2005-2006, 2008-2009